# 325. Sicherungs-Division
La 325. Sicherungs-Division fu una divisione dell'esercito tedesco attiva durante la seconda guerra mondiale che venne creata nell'agosto 1942 e fu schierata con compiti di sicurezza nell'area di Parigi, dove fu sciolta nel gennaio 1945.

## Storia
La divisione fu istituita il 31 agosto 1942 ed era principalmente composta da reclute inesperte nel combattimento; il suo comandante era anche il comandante della Grande Parigi, quindi non ci fu bisogno di formare uno stato maggiore. La divisione era situata nella zona di Parigi e dintorni ed era incaricata di proteggere l'area intorno alla capitale francese. Durante la liberazione di Parigi, gran parte dei membri della divisione fuggirono o si arresero alle truppe alleate ed i suoi resti furono divisi tra altre unità. Il 17 dicembre 1944 fu ordinato di sciogliere la divisione e l'8 gennaio 1945 fu ufficialmente sciolta.

## Ordine di battaglia
- Sicherungs-Regiment 1
- Sicherungs-Regiment 5
- Sicherungs-Regiment 6
- Sicherungs-Regiment 190[1]

## Comandanti
- Generalmajor Walter Brehmer (agosto 1942 - 1° maggio 1943)
- Generalleutnant Hans von Boineburg-Lengsfeld (1° maggio 1943 - agosto 1944)[1]